# جيريمي باورز
جيريمي باورز (بالإنجليزية: Jeremy Powers)‏ هو دراج أمريكي، ولد في 5 أغسطس 1977 في نيانتك ‏ في الولايات المتحدة.

## وصلات خارجية
- جيريمي باورز على موقع أرشيف الدراجات (الإنجليزية)
- جيريمي باورز على موقع إحصائيات الدراجات الإحترافية (الإنجليزية)